# 네오프톨레모스 1세
네오프톨레모스 1세(현대 그리스어: Νεοπτόλεμος Α, 라틴어: Neoptolemos I, ? - 기원전 360년 무렵)는 에피로스의 왕이다. 네오프톨레모스 1세는 선대의 왕 알케타스 1세의 아들로, 그 다음 대에 왕이 되는 알렉산드로스 1세와 마케도니아 왕국의 필리포스 2세에게 시집을 가서 알렉산더 3세 (대왕)의 어머니가 된 올림피아스를 자녀로 두었다.
알케타스의 사후 네오프톨레모스는 형제 아리바스와 왕위 쟁탈을 벌였다. 결국 그들은 왕국을 분할 통치하는데 합의를 보았다. 그후 형제는 그다지 눈에 띄는 다툼도 없었고 각각의 몫을 통치했다.